# Sticherus nigropaleaceus
Sticherus nigropaleaceus là một loài dương xỉ trong họ Gleicheniaceae. Loài này được Sturm J. Prado & Lellinger mô tả khoa học đầu tiên năm 1996.